# Conus costatus
Conus costatus é uma espécie de gastrópode do gênero Conus, pertencente à família Conidae.